# Xanthoparmelia freycinetiana
Xanthoparmelia freycinetiana är en lavart som beskrevs av Elix & Kantvilas,. Xanthoparmelia freycinetiana ingår i släktet Xanthoparmelia och familjen Parmeliaceae.   Inga underarter finns listade i Catalogue of Life.